# Nirupama Raghavan
Nirupama Raghavan (Tamil நிருபமா ராகவன்; * 19. Juli 1940 in Madras, Indien; † 23. Februar 2007 in Chennai, Indien) war eine indische Astrophysikerin und Hochschullehrerin. Sie war die erste Astrophysikerin Indiens und war Direktorin des Nehru Planetariums in Neu-Delhi.

## Leben und Werk

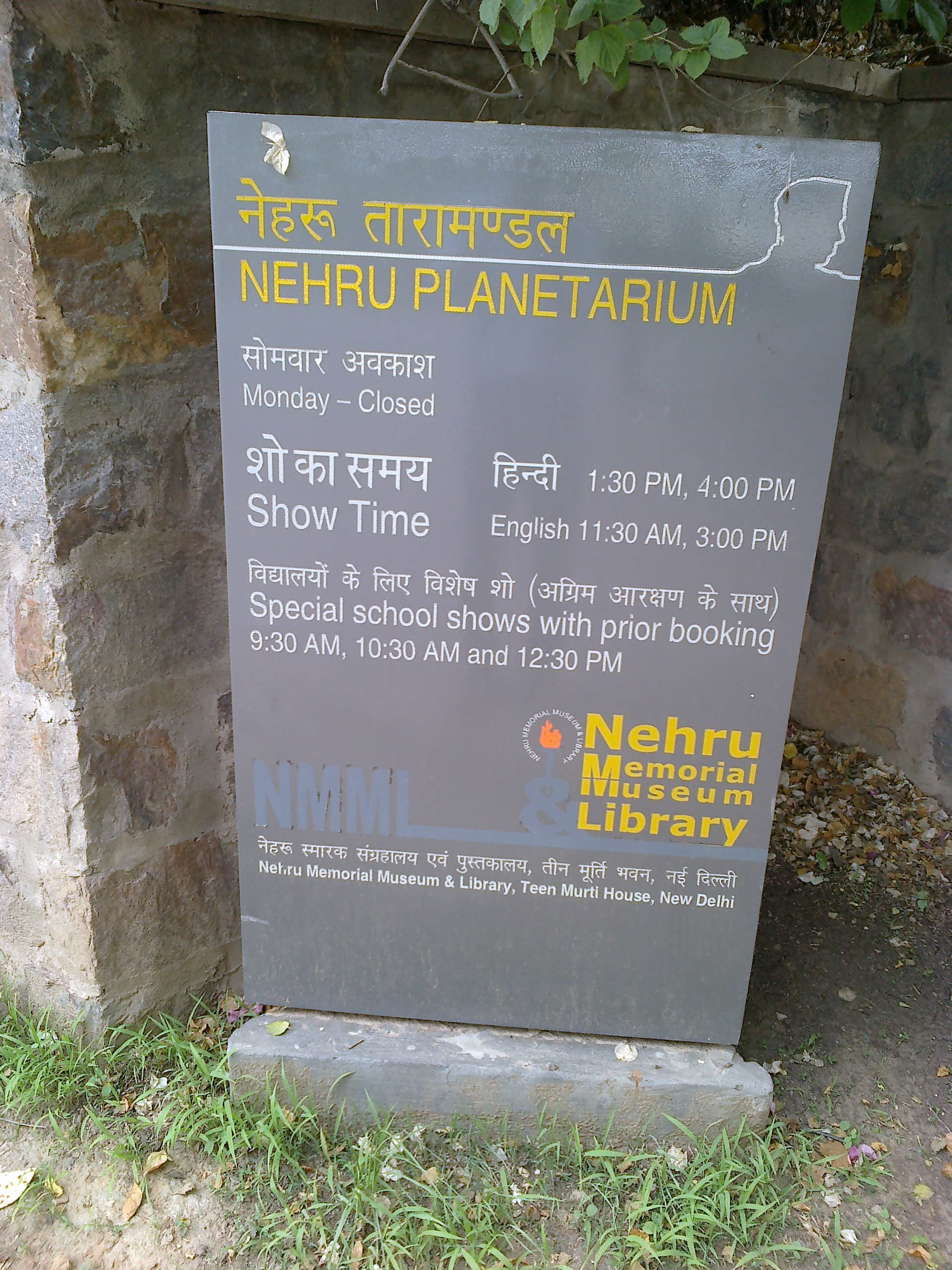
Eingangsstein des Nehru-Planetariums, Stand 22. Juli 2012

Raghavan studierte am Women’s Christian College in Chennai, wo sie 1959 ihren Abschluss erhielt. Sie promovierte 1968 bei dem späteren Direktor des Indian Institute of Astrophysics in Bengaluru, M. K. Vainu Bappu.
1982 kam sie als Planetariumspädagogin an das Nehru Planetarium in Delhi und wurde später dessen Direktorin. Sie lehrte am Indian Institute of Technology Kanpur (IIT) in Kanpur und Delhi und war an der Gründung der Amateur Astronomers Society in Delhi beteiligt. Sie war Mitglied der Internationalen Astronomischen Union und der Astronomical Society of India.
1970 schätze sie mit Edgar Everhart in einer Untersuchung die Bahnstörungen auf den Kometen C/1930 L1 (Forbes) durch die Planeten ab sowie die Veränderung seiner Bahn beim Durchgang durch das innere Sonnensystem.
Raghavan studierte auch antike astronomische Manuskripte in der Adyar Library und untersuchte wie der Hindu-Gott Shiva  als Nataraja mit dem Sternbild Orion in Verbindung steht. Sie entdeckte, dass der hellste Stern Arudra der Shiva-Stern ist und dass das hinduistische Fest Arudra Darisanam, das im Dezember in Shiva-Tempeln gefeiert wird, mit dem Aufgang des Orion-Sternbildes zusammenfällt. Fast jedes Ritual und jedes Fest ist mit der Bewegung und Position der Sterne in Hindu-Tempeln verbunden, wie es in alten Kulturen Südamerikas, Chinas und den Ländern des Nahen Ostens der Fall war.

## Veröffentlichungen (Auswahl)
- Celestial Hide and Seek. NBT, 2005, ISBN 978-8123719849.
- A quantitative study of Ca II network geometry. Volume 89, S. 35–42, 1983. doi:10.1007/BF00211950.
- mit Edgar Everhart: Changes in Total Energy for 392 Long-Period Comets, 1800–1970. Astronomical Journal, Vol. 75, 1970, S. 258. doi:10.1086/110974.